# Alexander Huemer

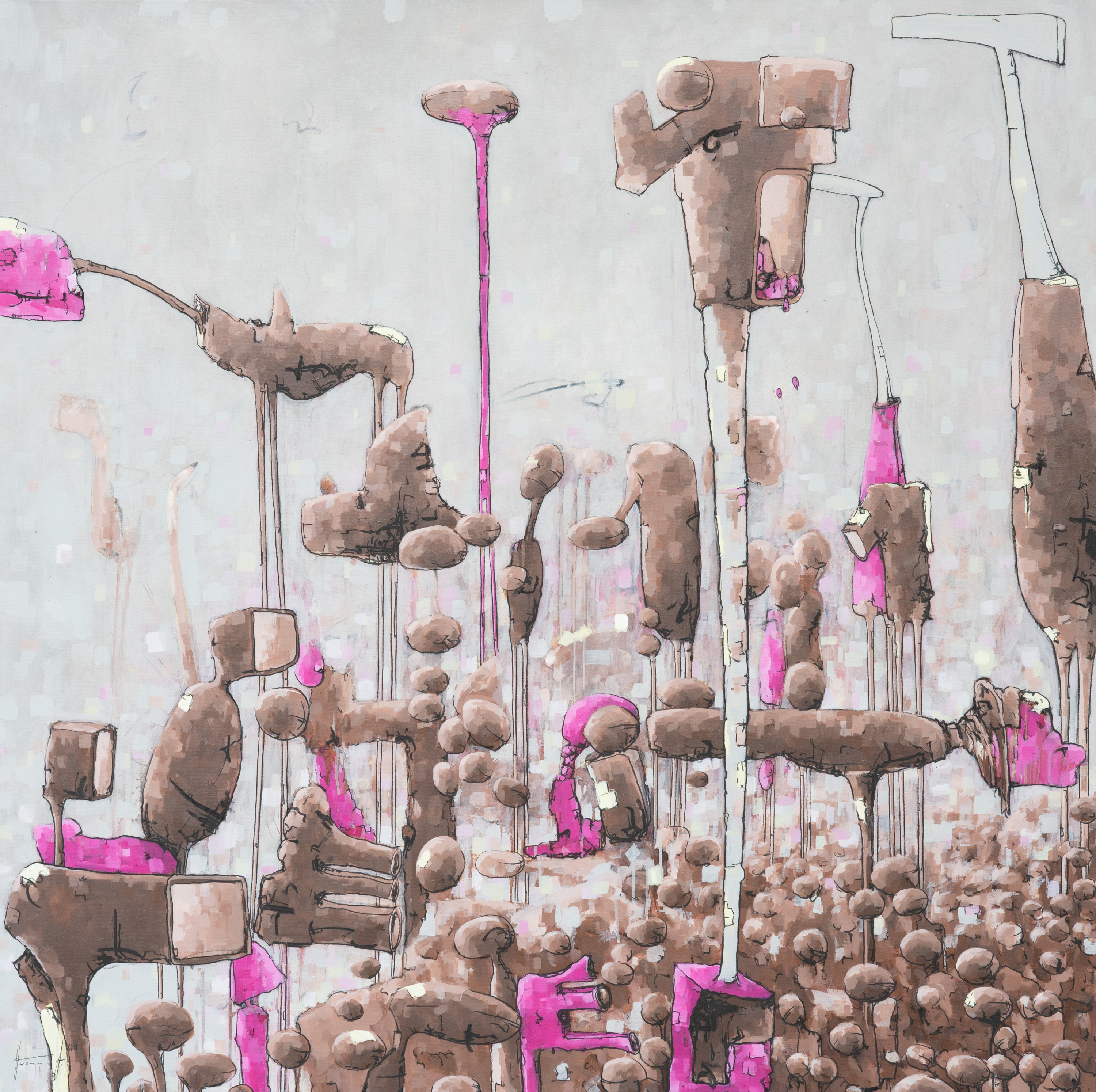
Alexander Huemer Maler

Alexander Huemer (* 1972 in Kirchdorf an der Krems) ist ein österreichischer Maler und Bildhauer.

## Leben
Huemer absolvierte in Wien eine Lehre als Landschaftsgärtner und begann 1988, sich mit Malerei und Grafik intensiv auseinanderzusetzen. 1994 lernte er Sepp Rems kennen, der ihn mit der Bildhauerei vertraut machte. Er nahm an Ausstellungen in der Umgebung sowie an Symposien sowie Maler- und Bildhauertagen teil und kam 1999 zur Innviertler Künstlergilde und zur Berufsvereinigung der bildenden Künstler Österreichs.
1999 vernichtete ein Brand sein Atelier und den Großteil seiner Arbeiten. Von 2003 bis 2007 studierte er Raum- und Designstrategien an der Universität für künstlerische und industrielle Gestaltung Linz. Es folgen zahlreiche Einzel- und Gemeinschaftsausstellungen im In- und Ausland. Der Künstler lebt und arbeitet in Eggelsberg.